# عبد العزيز قائد المسعودي
عبد العزيز قائد المسعودي (1948)، هو مؤلف وأكاديمي يمني، من مواليد مدينة تربة ذبحان في المعافر (الحجرية) في محافظة تعز وهو أستاذ التاريخ الحديث والمعاصر في جامعة صنعاء.

## أبحاثه المنشورة
- معالم تاريخ اليمن المعاصر، 1992.[1]
- المشرق العربي والمغرب العربي، 1993
- الحرب العربية الباردة، عبد الناصر ومنافسوه (ترجمة من الإنجليزية إلى العربية)، 2000 [2]
- الحياة السياسية والفكرية في العالم العربي، 2002
- محمد الزبيري ومشروع حزب الله، 2004.[3]
- اليمن المعاصر من القبيلة إلى الدولة، 2006 [4][5]
- الشوكانية الوهابية تيار مستجد في الفكر العربي الحديث، 2006 [6]
- إشكالية الفكر الزيدي في اليمن المعاصر، 2008 [7]
- فقة الفقيه وفقه السلطة، 2009 [8][9]
- ابن الأمير والرسالة النجدية، 2011 [10]

## أبحاث قيد الدراسة جاهزة للنشر
- الناصر أحمد حميد الدين إمام لشعب بلا ذاكرة (ترجمة تاريخية)
- عن صنعاء وحصار السبعين يوماً (سيرة ذاتية)
- سماسرة المراكز والدارسات والأبحاث (أزمة البحث العلمي في شبة الجزيرة العربية)

## وصلات خارجية
- eKtab: د. عبد العزيز قائد المسعودي